# 阿約拉斯
阿約拉斯（西班牙語：Ayolas）是巴拉圭的城市，由負責管轄，毗鄰與阿根廷接壤的邊境，距離首都亞松森310公里，始建於1840年，面積122平方公里，海拔高度70米，2008年人口67,487。

## 外部連結
- Secretaria Nacional de Turismo （页面存档备份，存于）
- www.dgeec.gov.py（页面存档备份，存于）
- World Gazeteer: Paraguay– World-Gazetteer.com （页面存档备份，存于）